# Abala Bose
Abala Das, conocida como Abala Bose y Lady Bose (Barisal, 8 de agosto de 1865 - Calcuta, 25 de abril de 1951) fue una trabajadora social y feminista india. Era conocida por sus esfuerzos en la educación de la mujer y su contribución para ayudar a las viudas. 

## Trayectoria
En la década de 1880, a Abala se le negó la admisión a la Facultad de Medicina de Calcuta porque aún no se aceptaban mujeres para estudiar en la facultad. Se trasladó a Madrás (ahora Chennai ) en 1882 con una beca del gobierno de Bengala para estudiar medicina, pero tuvo que abandonar por problemas de salud. En 1887 se casó con el científico Jagadish Chandra Bose . Acompañó a su esposo en varios viajes al exterior en años posteriores.
Además de trabajar como educadora, Bose fue una de las primeras feministas y defendió especialmente el derecho de las niñas y de las mujeres a la educación. En textos publicados por la revista inglesa Modern Review, argumentó que las mujeres deberían recibir una mejor educación, "no porque podamos hacer mejores apoyos para nuestras hijas ... ni siquiera porque los servicios de la nuera pueden ser más valiosas en el hogar de su adopción, sino porque la mujer, como el hombre, es ante todo mente, y sólo  la parte física y el cuerpo está en segundo lugar".
Kamini Roy, que estudió con ella en el Bethune School, aprendió de ella el feminismo. Tras el título de caballero de su marido en 1916, se convirtió en Lady Bose.

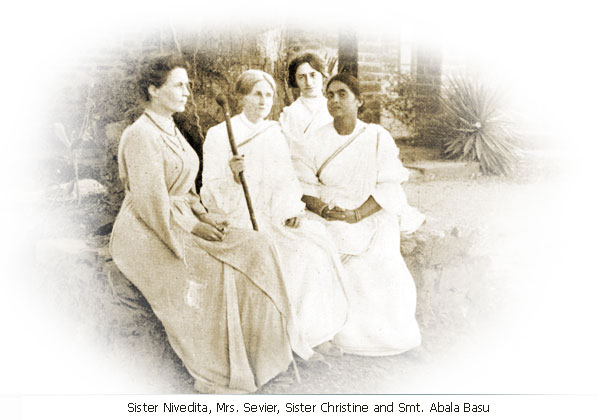
Hermana Nivedita, Hermana Christine, Charlotte Sevier y Lady Abala Bose en Mayavati

Lady Bose se desempeñó como secretaria de la escuela para chicas Brahmo Balika Shikshalaya desde 1910 hasta 1936. 
Murió el 25 de abril de 1951, a los 87 años. 